# Harlem (Georgia)
Harlem ist eine Stadt im Columbia County im US-Bundesstaat Georgia mit 2.666 Einwohnern (Stand: 2010).

## Geographie
Harlem liegt rund 10 km südlich von Appling. Die nächsten größeren Städte sind Augusta (20 km östlich) und Atlanta (190 km westlich).

## Geschichte
Harlem wurde am 24. Oktober 1870 gegründet. Bekanntester Bürger dieser Stadt ist Oliver Hardy. Neben dem Laurel und Hardy Museum wird jedes Jahr zu deren Ehren ein Straßenfest veranstaltet, das regen Zulauf hat.

## Demographische Daten
Laut der Volkszählung von 2010 verteilten sich die damaligen 2666 Einwohner auf 1020 bewohnte Haushalte, was einen Schnitt von 2,61 Personen pro Haushalt ergibt. Insgesamt bestehen 1120 Haushalte.
70,8 % der Haushalte waren Familienhaushalte (bestehend aus verheirateten Paaren mit oder ohne Nachkommen bzw. einem Elternteil mit Nachkomme) mit einer durchschnittlichen Größe von 3,12 Personen. In 40,6 % aller Haushalte lebten Kinder unter 18 Jahren sowie in 25,7 % aller Haushalte Personen mit mindestens 65 Jahren.
31,3 % der Bevölkerung waren jünger als 20 Jahre, 26,5 % waren 20 bis 39 Jahre alt, 24,8 % waren 40 bis 59 Jahre alt und 17,4 % waren mindestens 60 Jahre alt. Das mittlere Alter betrug 35 Jahre. 47,4 % der Bevölkerung waren männlich und 52,6 % weiblich.
70,7 % der Bevölkerung bezeichneten sich als Weiße, 23,9 % als Afroamerikaner, 0,3 % als Indianer und 1,1 % als Asian Americans. 1,8 % gaben die Angehörigkeit zu einer anderen Ethnie und 2,3 % zu mehreren Ethnien an. 4,2 % der Bevölkerung bestand aus Hispanics oder Latinos.
Das durchschnittliche Jahreseinkommen pro Haushalt lag bei 46.618 USD, dabei lebten 16,6 % der Bevölkerung unter der Armutsgrenze.

## Verkehr
Harlem wird von den U.S. Highways 78 und 221 durchquert. Der nächste Flughafen ist der Flughafen Augusta (rund 40 km östlich).

## Kriminalität
Die Kriminalitätsrate lag im Jahr 2010 mit 314 Punkten (US-Durchschnitt: 266 Punkte) im durchschnittlichen Bereich. Es gab drei Vergewaltigungen, zwei Raubüberfälle, acht Körperverletzungen, 14 Einbrüche und 27 Diebstähle.

## Söhne und Töchter der Stadt
- Oliver Hardy (1892–1957), Komiker und Filmschauspieler (Laurel und Hardy; „Dick und Doof“)